# ザ・グレイ・アルバム
『ザ・グレイ・アルバム』（原題: The Grey Album）は、デンジャー・マウスが2004年にリリースしたリミックス・アルバムである。

## 製作
ジェイ・Zの2003年のアルバム『ザ・ブラック・アルバム』のア・カペラと、ビートルズの1968年のアルバム『ザ・ビートルズ』（通称『ホワイト・アルバム』）からのサンプリングとをマッシュアップすることによって作られた。製作時間は200時間以上に及んだ。

## リリース
限定生産のプロモーション・アイテムとして、3,000枚のCDがプレスされた。デンジャー・マウスが事前にジェイ・Zとビートルズの音源使用許可を取っていなかったことから、ビートルズの音源の著作権を所有していたEMIは、本作の生産および流通を停止させるために、デンジャー・マウスに停止通告書を送付した。音楽活動家団体のダウンヒル・バトルは、EMIの試みに対抗するために、2004年2月24日に200近くのウェブサイトを通じて本作の無料ダウンロードができるよう手配した。この1日で100,000回以上のダウンロードを記録した。

## 評価
| 専門評論家によるレビュー | 専門評論家によるレビュー |
| 総スコア                 | 総スコア                 |
| 出典                     | 評価                     |
| ------------------------ | ------------------------ |
| Metacritic               | 79/100                   |
| レビュー・スコア         |                          |
| 出典                     | 評価                     |
| AllMusic                 | [ 7 ]                    |
| Robert Christgau         | [ 8 ]                    |
| Entertainment Weekly     | A                        |
| Houston Chronicle        | [ 10 ]                   |
| NME                      | 10/10                    |
| The Observer             | [ 12 ]                   |
| Pitchfork                | 7.7/10                   |
| Spin                     | A                        |
| Stylus Magazine          | C                        |
| Tiny Mix Tapes           | [ 16 ]                   |

Metacriticには16件の批評家レヴューがあり、平均点は100点満点の79点となっている。
本作に5つ星満点の4つ星を与えた『The Observer』のルース・ジェイミーソンは、「『ザ・ブラック・アルバム』が華麗で劇的であったのに対して、『ザ・グレイ・アルバム』は思慮深く痛切である」と指摘した。『NME』のピート・キャッシュモアは、「徹頭徹尾、驚異的で機知に富んでいて愉快、そして猛烈にファンキーである」と本作を評し、10点満点の10点を与えた。
『NME』の「2004年ベスト・アルバム50」において第6位、『Spin』の「年間ベスト・アルバム40」において第5位に選ばれた。『Rolling Stone』の「2000年代ベスト・アルバム100」では第58位に選ばれた。

## 収録曲
| #   | タイトル                        | 作詞 | 作曲・編曲 | 時間 |
| --- | ------------------------------- | ---- | ---------- | ---- |
| 1.  | 「Public Service Announcement」 |      |            | 2:47 |
| 2.  | 「What More Can I Say」         |      |            | 4:27 |
| 3.  | 「Encore」                      |      |            | 2:42 |
| 4.  | 「December 4th」                |      |            | 3:36 |
| 5.  | 「99 Problems」                 |      |            | 4:09 |
| 6.  | 「Dirt Off Your Shoulder」      |      |            | 4:01 |
| 7.  | 「Moment of Clarity」           |      |            | 4:02 |
| 8.  | 「Change Clothes」              |      |            | 4:06 |
| 9.  | 「Allure」                      |      |            | 4:08 |
| 10. | 「Justify My Thug」             |      |            | 4:14 |
| 11. | 「Lucifer 9 (Interlude)」       |      |            | 2:03 |
| 12. | 「My 1st Song」                 |      |            | 4:44 |

## 関連文献
- Moss, Corey (2004年3月11日). “Grey Album Producer Danger Mouse Explains How He Did It”. MTV. 2019年2月2日閲覧。
- Ganz, Caryn (5 2004). “The Mouse That Roared”. Spin:  90-93.